# Bothriomyrmex pubens
Bothriomyrmex pubens är en myrart som beskrevs av Santschi 1919. Bothriomyrmex pubens ingår i släktet Bothriomyrmex och familjen myror. Inga underarter finns listade.